# پیوند آلت تناسلی مردانه
پیوند آلت تناسلی مردانه (انگلیسی: Penis transplantation) یک روش جراحی پیوند است که آلت تناسلی مردانه به یک بیمار پیوند زده می‌شود.
اولین پیوند موفقیت‌آمیز آلت تناسلی مردانه در دسامبر ۲۰۱۴ توسط یک تیم جراحی در آفریقای جنوبی بروی مردی ۲۱ ساله‌ که آلت تناسلی‌اش را در جریان یک ختنه بدفرجام از دست داده بود، انجام گرفت. تیم جراحی از شیوه‌هایی استفاده کردند که پیش از این برای انجام نخستین پیوند صورت برای کار بر روی مویرگ‌های باریک و عصب‌ها به کار گرفته شده بود. در سال ۲۰۰۵، پزشکان چینی، پیوند مشابهی را انجام دادند که ناموفق بود.